# دحداح مور

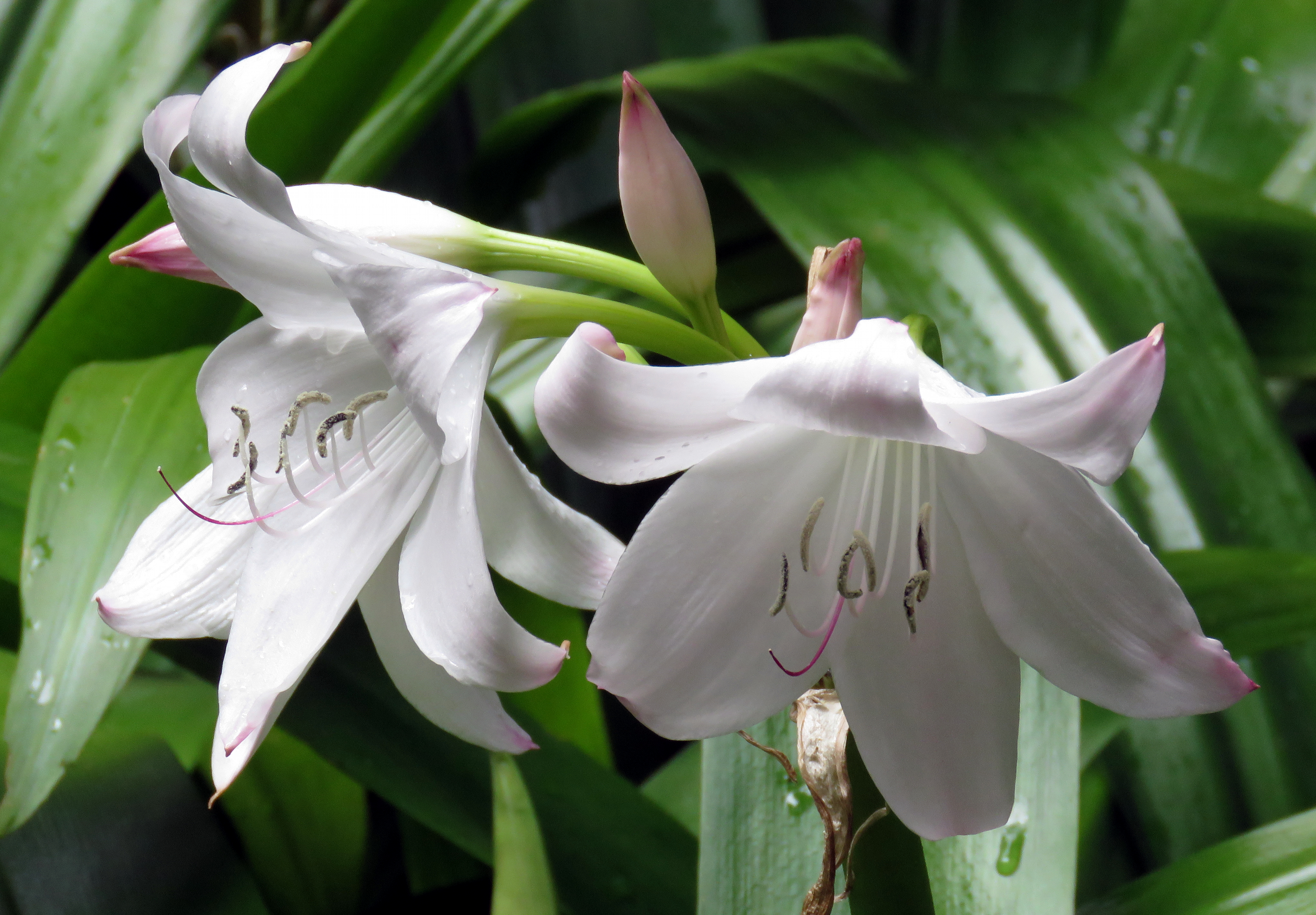
زهور دحداح المور

دِحْدَاح مُور هو نبات عشبي من الدحداح ينتمي إلى فصيلة النرجسية وموطنه الأصلي جنوب أفريقيا (مقاطعات كيب وكوازولو ناتال).